# Такачихо (бронепалубен крайцер, 1885)
Такачихо (на японски: 高千穂) е японски бронепалубен крайцер от II ранг от типа „Нанива“, взел участие в Руско-японската война. Втория по ред бронепалубен крайцер на проекта е проектиран в Япония (с конструктор – генерал Сасо Сатю) и построен във Великобритания по поръчка на японското правителство. Заложен за строеж на 27 март 1884 г. На 17 октомври 1914 г. е торпилиран от опитващия се да разкъса блокадата на Циндао немски миноносец „S-90“, след което крайцерът потъва. Загиват 271 члена на екипажа, включително и капитана на кораба Ито Сукеяшу, оцеляват само трима моряка.

## Модернизации
Към 1903 г. крайцерът е превъоръжен със скорострелни 152 mm оръдия в палубни щитови установки, барбетите са демонтирани. Към началото на руско-японската война въоръжението се състои от десет 152 mm и две 57 mm оръдия, две картечници и четири 356 mm надводни торпедни апарата.

## Командири на кораба
- капитан I ранг Ямадзаки Кагенори.[1]
- капитан I ранг Ямамото Гомбей.[2]
- капитан I ранг Йошиджима Токиясу.[1]
- капитан I ранг Шибаяма Яхачи.[1]
- капитан I ранг Уемура Нагатака.[2]
- капитан I ранг Хаясаки Генго.[3]
- капитан I ранг Накао Ю.[4]
- капитан I ранг Нарита Кацуро.[5]
- капитан I ранг Каджикава Рьокичи.[5]
- капитан I ранг Мори Ичибей.[6]
- капитан I ранг Ниши Шинрокуро.[6]
- капитан I ранг Тонами Куракичи.[7]
- капитан I ранг Аракава Киши.[8]